# Nyklovice
Nyklovice (deutsch Niklowitz) ist eine Gemeinde in Tschechien. Sie liegt drei Kilometer südlich von Bystré und gehört zum Okres Žďár nad Sázavou.

## Geographie
Nyklovice befindet sich in der Böhmisch-Mährischen Höhe im Quellgebiet des Nyklovický potok. Das mährische Dorf liegt südlich der historischen Grenze zwischen Mähren und Böhmen. Südöstlich erhebt sich der Kamenec (698 m), im Süden der Horní les (Oberwald, 774 m), westlich die Uherkova skalka (729) und im Nordwesten die Bořina (740 m).
Nachbarorte sind Bystré im Norden, Hartmanice, Babky und Svojanov im Nordosten, Hlásnice im Osten, Trpín im Südosten, Rovečné und Dudkovice im Süden, Chlum, Korouhvice und Polom im Südwesten, Sulkovec im Westen sowie Nedvězíčko und Nedvězí im Nordwesten.
Östlich von Nyklovice liegt die Wüstung Kamenec. Die Ansiedlung wurde im Dreißigjährigen Krieg durch die Schweden niedergebrannt und nicht wieder aufgebaut.

## Geschichte
Die erste schriftliche Erwähnung von Mykulaschowicze erfolgte im Jahre 1335, als Jimram von Auspergs Tochter Jeruše das Dorf dem Augustinerinnenkloster Doubravník schenkte. 1290 wird das Dorf als Niklowitz erwähnt. Der Ortsname leitet sich vom deutschen Namen Nikl (Kurzform von Nikolaus) ab, im Sinne von Dorf des Nikl (Niklsdorf). Nach der Zerstörung des Klosters durch die Hussiten fiel Mikulášovice wieder den Herren von Pernstein zu. 1590 verkauften diese das Dorf und es wurde Teil der Herrschaft Kunstadt.
Im Josephinischen Kataster von 1789 wurde der Ort als Niklowitz bezeichnet.
Nach der Aufhebung der Patrimonialherrschaften bildete Mikulovice / Niklowitz eine Gemeinde im Bezirk Boskovice. Nachfolgend wurde das Dorf auch als Niklovice und seit Beginn des 20. Jahrhunderts als Nyklovice bezeichnet. 1949 kam die Gemeinde zum Okres Bystřice nad Pernštejnem und ab 1961 zum Okres Žďár nad Sázavou. Zwischen 1976 und 1990 war Nyklovice nach Rovečné eingemeindet. Seit 1997 führt Nyklovice ein Wappen und Banner. Im Dorf besteht ein Freibad.

## Ortsgliederung
Für die Gemeinde Nyklovice sind keine Ortsteile ausgewiesen.

## Sehenswürdigkeiten
- Kapelle des hl. Johannes von Nepomuk, am Dorfplatz, erbaut 1864
- Kapelle der Erhebung des hl. Kreuzes, errichtet 1934 im funktionalistischen Stil, an den Kosten des Baus beteiligte sich Prof. Josef Heger
- Aussichtsturm auf dem Horní les
- Mäander des Nyklovický potok, einen Kilometer südwestlich des Dorfes, diese sind seit 1990 auf einer Fläche von 11,7 ha als Naturdenkmal geschützt.

## Söhne und Töchter der Gemeinde
- Josef Heger (1885–1952), Professor für Biblische Wissenschaft und orientalische Sprachen an der Prager Karlsuniversität und Dekan der Theologischen Fakultät
- Ladislav Heger (1902–1975), Publizist und Übersetzer